# 三鬚紅魴鮄
三鬚紅魴鮄（学名：Satyrichthys isokawae），又名三鬚平面黃魴鮄、雞角、角仔魚，為輻鰭魚綱鮋形目牛尾魚亞目黃魴鮄科的其中一種，分布於西北太平洋海域，棲息深度可達220公尺，為底棲性魚類，屬肉食性。

## 擴展閱讀
維基物種上的相關：三鬚紅魴鮄